# Jean-Docile Brousseau
Pour les articles homonymes, voir Brousseau.
Jean-Docile Brousseau, né le 24 février 1825 à Québec et mort le 28 juillet 1908 dans la même ville, est un bibliothécaire, imprimeur, libraire et homme politique québécois.

## Biographie
Jean-Docile Brousseau est le fils de Jean-Baptiste Brousseau, charretier, et de Nathalie Doré. Le 14 juin 1859, il épouse Mary Martha Downes, fille de William Downes, officier de police, et de Martha Cannon. 

### Carrière d'imprimeur et libraire
Il devient imprimeur officiel de l'archevêché de Québec en 1855. Il produisit le journal religieux Le Courrier du Canada de 1857 à 1872 et de la revue littéraire Les Soirées canadiennes.

### Carrière politique
En 1861, il devient député représentant Portneuf dans l'Assemblée législative de la Province du Canada. Réélu en 1863, il demeure en fonction dans la Chambre des communes après la Confédération en 1867. Il est défait en 1872 par le libéral Esdras Alfred de Saint-Georges.
Il est conseiller municipal de Québec de 1875 à 1880 et de 1882 à 1884. Il devient maire en 1880 et sert jusqu'en 1882. 
Élu député du Parti conservateur du Québec dans la circonscription provinciale de Portneuf en 1881, il avait précédemment tenté sa chance en 1867, mais avait été défait par le conservateur Praxède Larue. Il perdit son siège en 1886 contre le libéral Jules Tessier.
Il meurt dans la même ville après avoir été une victime d'une attaque de paralysie à l'âge de 83 ans.